# Bolesław Grzegorz Piecha
assinatura
Bolesław Grzegorz Piecha (Rybnik; 19 de Setembro de 1954 — ) é um político da Polônia. Ele foi eleito para a Sejm em 25 de Setembro de 2005 com 23887 votos em 30 no distrito de Rybnik, candidato pelas listas do partido Prawo i Sprawiedliwość. Foi vice-ministro da saúde.
Ele também foi membro da Sejm 2001-2005.